# Wilhelm Meinicke
Wilhelm „Willi“ Meinicke (* 24. Januar 1906 in Mülheim an der Ruhr; † 1. Juli 1982 in Oberhausen) war ein deutscher Politiker (SPD). Er war langjähriger Stadtrat in Oberhausen und Mitglied des Landtags von Nordrhein-Westfalen.

## Leben
Wilhelm Meinicke machte nach der Volksschule eine Ausbildung zum Baufacharbeiter, war aber auch als Angestellter tätig und wurde nach 1945 Geschäftsführer der Arbeiterwohlfahrt Oberhausen und der Sterkrader Wohnungsbaugenossenschaft.
Meinicke stammte aus einer sozialdemokratischen Familie, war seit 1920 Mitglied der Sozialistischen Arbeiter-Jugend gewesen und trat im Jahr 1924 im Alter von 18 Jahren in die SPD ein. Im Jahr 1932 schloss er sich aus Protest gegen den damaligen Kurs der SPD vorübergehend der Sozialistischen Arbeiterpartei Deutschlands (SAPD) an. Nach dem Zweiten Weltkrieg setzte Meinicke sich zunächst für eine Vereinigung von SPD und KPD ein und nahm an dem in der sowjetischen Besatzungszone stattfindenden Vereinigungsparteitag im April 1946 in Berlin teil. Er wurde deswegen zeitweise aus der SPD ausgeschlossen. Später galt er zwar als Vertreter des rechten SPD-Flügels, schwamm aber innerparteilich mitunter gegen den Strom. So war er 1959 auf dem SPD-Parteitag einer der 16 Delegierten, die gegen das Godesberger Programm stimmten, war in den 1960ern gegen die Große Koalition und ein entschiedener Gegner der Notstandsgesetze.
Meinicke war in den Jahren 1946 bis 1979 Ratsherr der Stadt Oberhausen, zwischen 1947 und 1978 als Vorsitzender der SPD-Ratsfraktion. Er wurde in der zweiten Wahlperiode im Wahlkreis 75 (Oberhausen-Nord) und wieder in der sechsten (78, Oberhausen II) jeweils als Direktkandidat der SPD in den nordrhein-westfälischen Landtag gewählt, war also Abgeordneter vom 5. Juli 1950 bis zum 4. Juli 1954 und vom 24. Juli 1966 bis zum 25. Juli 1970.
Wilhelm Meinickes Sohn Erich Meinike war von 1969 bis 1983 SPD-Bundestagsabgeordneter.

## Würdigungen
In Oberhausen sind die städtische Grünanlage Wilhelm-Meinicke-Park und eine Senioreneinrichtung der Arbeiterwohlfahrt nach ihm benannt.